# René De Clercq
René De Clercq (* 16. März 1945 in Compiègne; † 1. Januar 2017 in Oudenaarde) war ein belgischer Radrennfahrer und Weltmeister im Radsport.

## Sportliche Laufbahn
De Clercq begann seine Laufbahn zunächst als Straßenfahrer. Später wandte er sich dem Querfeldeinrennen (heutige Bezeichnung Cyclosport) zu, wo er auch seine bedeutendsten Erfolge erreichte. 1969 gewann er den Weltmeistertitel bei den Amateuren in dieser Disziplin in Magstadt vor Roger de Vlaeminck; 1971 gewann er die Bronzemedaille bei den Berufsfahrern. Mehrfach stand er auf dem Podium bei den belgischen Meisterschaften im Querfeldeinrennen, ohne jedoch den Titel zu gewinnen. Von 1970 bis 1976 fuhr er als Berufsfahrer. 

## Familiäres
René war der Vater von Mario, dem mehrfachen Weltmeister, und Großvater von Angelo, Elitefahrer. Sein Bruder Roger, der 2014 starb, war mehrfacher belgischer Meister.